# 스칸디나비아 항공
스칸디나비아 항공(영어:  Scandinavian Airlines System, SAS)은 노르웨이, 스웨덴, 덴마크 3국 연합으로 구성된 항공사이다. 본래는 스웨덴 국적의 항공사였다. 1946년 8월 1일 설립되었으며, 1997년 5월 14일에 결성된 스타얼라이언스의 창설 회원사 중 하나이다.
유럽 내 지역 외에는 주로 지중해권 및 북아메리카권에 집중하여 운항하는 항공사다. 동북아시아 지역은 도쿄, 베이징 등지에만 취항하다가 2025년 9월부터 인천국제공항에 취항한다.

## 역사
1946년 8월 1일 스웨덴, 덴마크, 노르웨이 3개 국가의 국영 항공사 컨소시엄으로 설립되었다. 이후 스웨덴의 한 항공사가 합류했고 1951년 다른 항공사들이 합병해 SAS가 탄생되었다. 설립 당시 민간 투자자들과 3국의 정부가 각각 SAS의 지분을 50%씩 보유했다. 1957년 세계 최초로 북극권을 경유해 코펜하겐에서 도쿄로 취항했다. 이로써 유럽과 아시아 구간의 비행 시간이 크게 단축되었다. 1959년에 처음으로 제트기를 도입했고 1971년 보잉 747-200 항공기를 운항했다. 1997년 에어 캐나다, 루프트한자, 타이 항공, 유나이티드 항공과 함께 최초의 항공 동맹인 스타얼라이언스를 창립했다. 2006년 2540만 명의 승객을 수송했으며, 당시 유럽에서 아홉 번째로 큰 항공사가 되었다. 2009년 기준으로 매일 600편 이상의 항공편이 출발하며 연간 2000만 명 이상의 승객을 수송한다. 또한, 덴마크 축구 리그인 덴마크 수페르리가의 메인 스폰서이기도 하다.

## 운항 노선
- 2012년 7월 기준으로 스칸디나비아 항공은 다음과 같은 노선을 운항하고 있다.

### 코드쉐어 협정
- 스칸디나비아 항공은 다음과 같은 항공사와 코드쉐어를 하고 있다.

| - KLM (스카이팀) - LOT 폴란드 항공 (스타얼라이언스) - TAP 포르투갈 항공 (스타얼라이언스) - 남아프리카 항공 (스타얼라이언스) - 넥스트 제트 - 델타 항공 (스카이팀) - 루프트한자 (스타얼라이언스) - 스위스 국제항공 (스타얼라이언스) - 싱가포르 항공 (스타얼라이언스) - 아에로플로트 (스카이팀) - 아이슬란드 항공 - 에게 항공 (스타얼라이언스) | - 에어발틱 - 에어 캐나다 (스타얼라이언스) - 에어 프랑스 (스카이팀) - 에티오피아 항공 (스타얼라이언스) - 에티하드 항공 - 유나이티드 항공 (스타얼라이언스) - 이집트 항공 (스타얼라이언스) - 전일본공수 (스타얼라이언스) - 중국국제항공 (스타얼라이언스) - 크로아티아 항공 (스타얼라이언스) - 타이 항공 (스타얼라이언스) |

## 보유 기종
- 2021년 4월 현재 스칸디나비아 항공은 다음과 같은 기종을 보유하고 있으며 평균 기령은 12.1년이다.[8][9]

## 사진

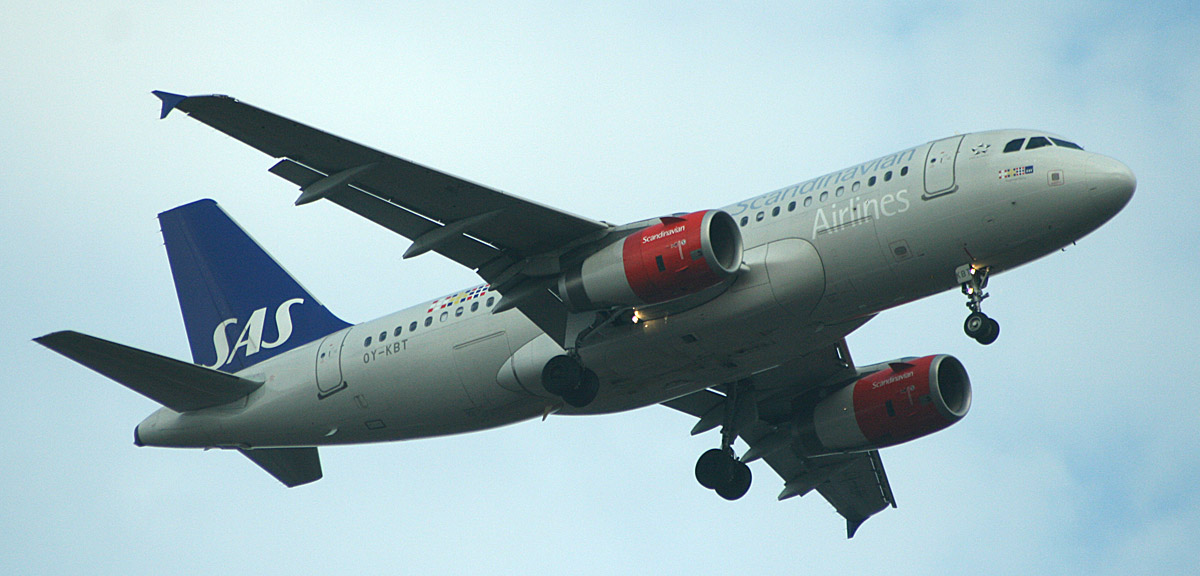
스칸디나비아 항공의 에어버스 A319-100
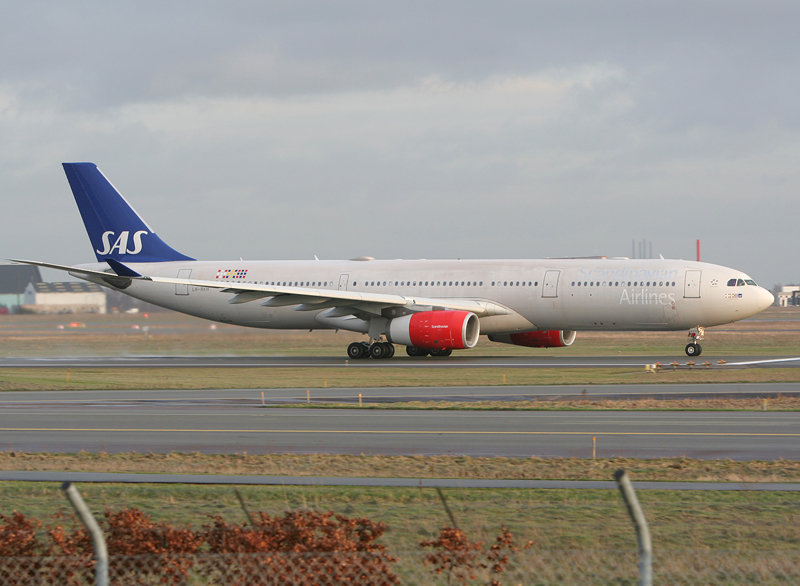
스칸디나비아 항공의 에어버스 A330-300
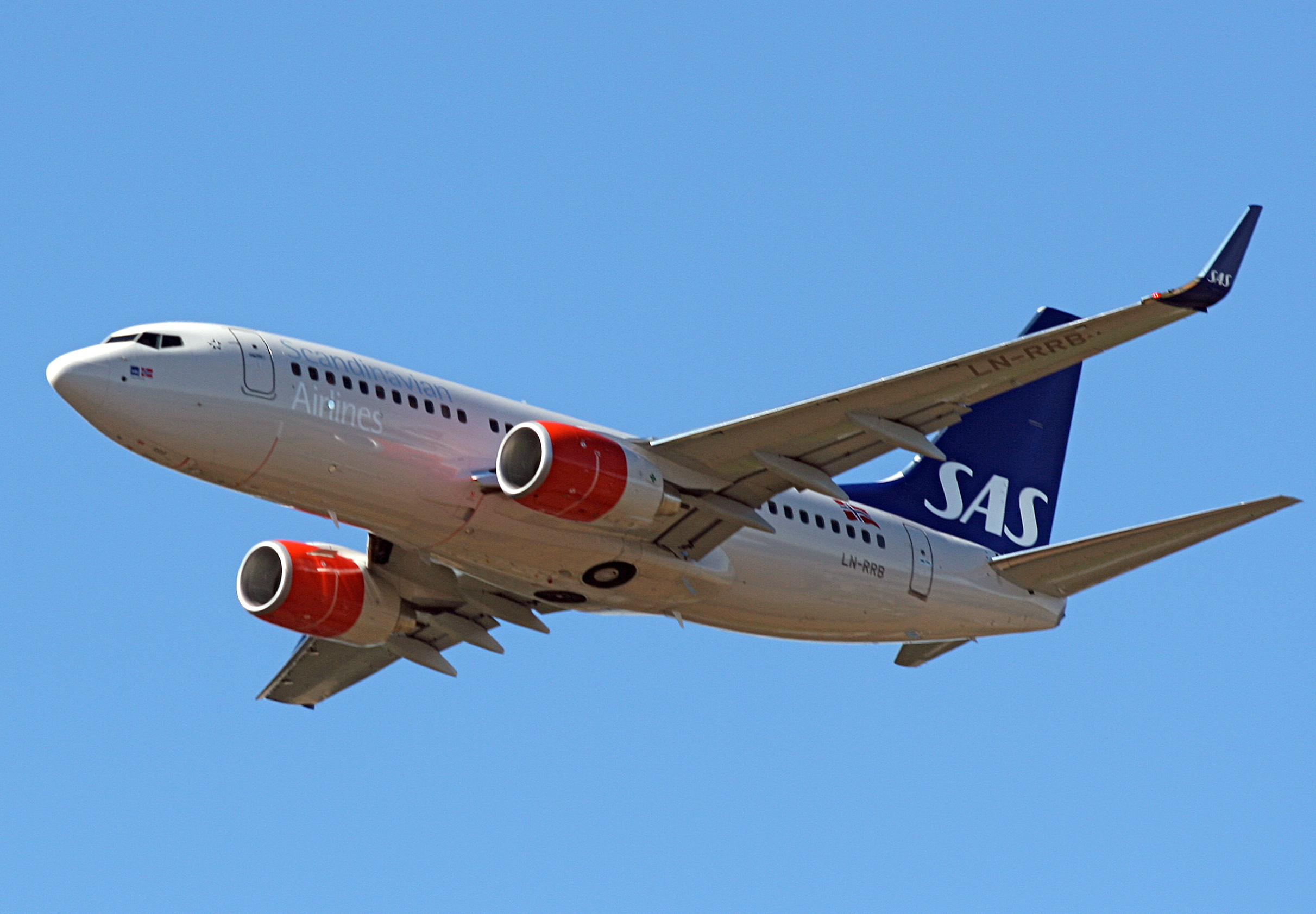
스칸디나비아 항공의 보잉 737-700
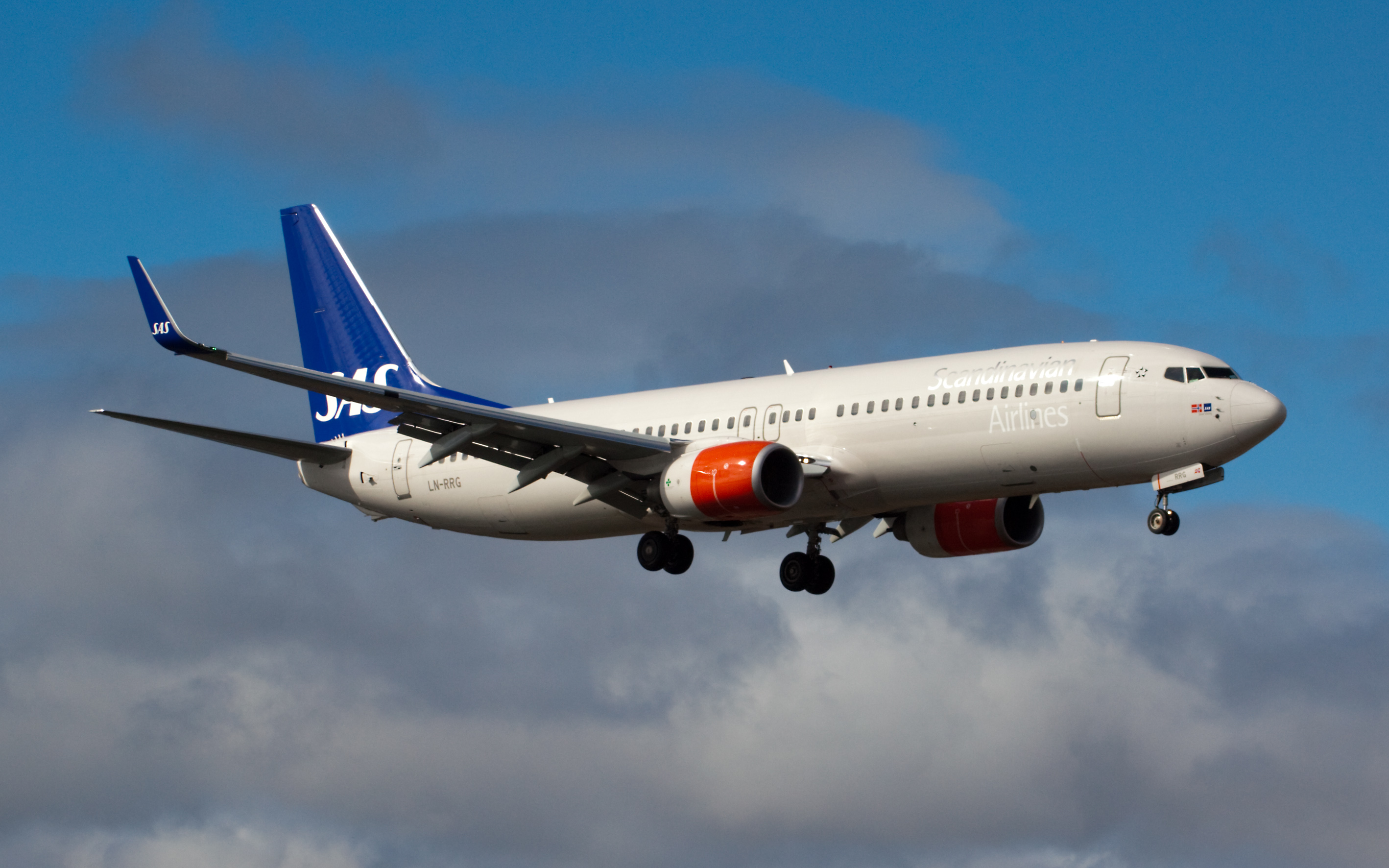
스칸디나비아 항공의 보잉 737-800
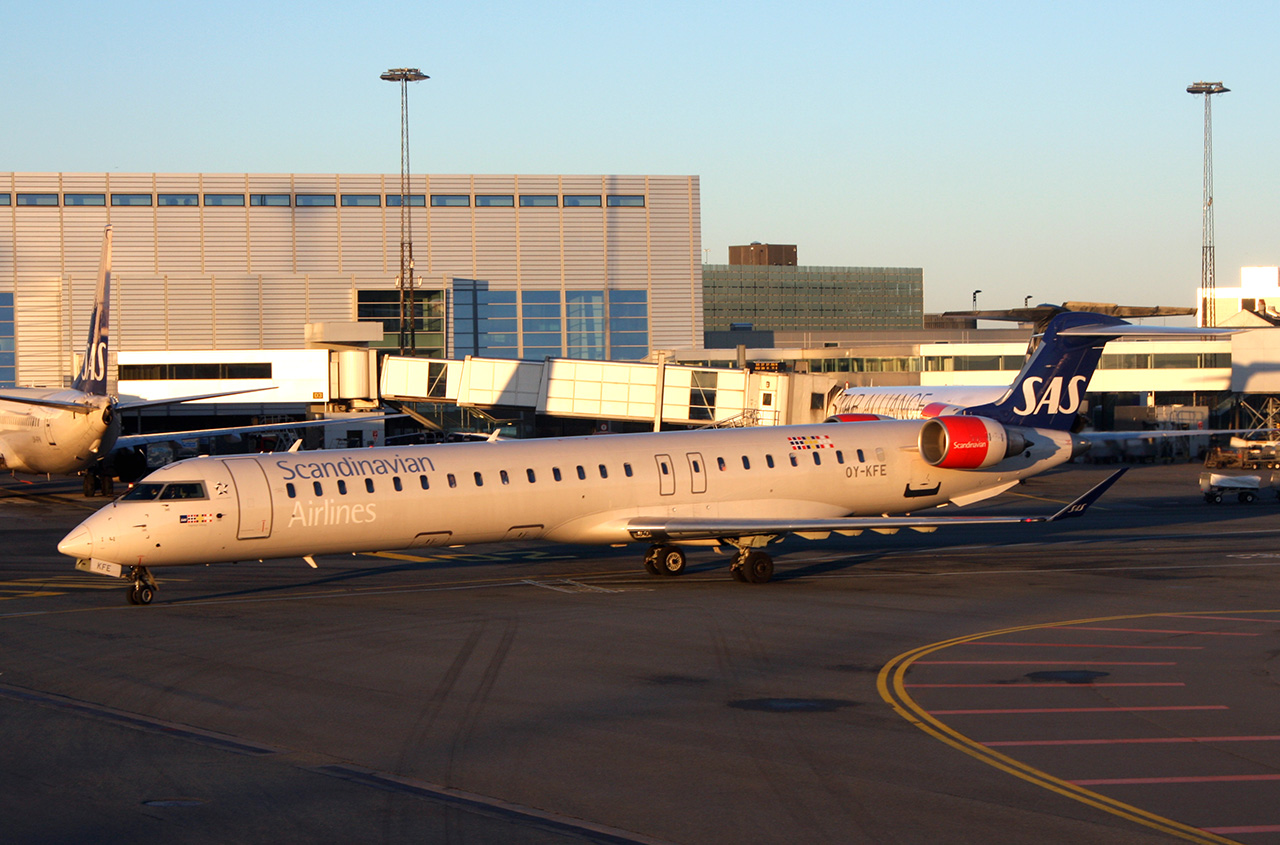
스칸디나비아 항공의 봄바디어 봄바디어 CRJ900NG

## 같이 보기
- SAS 그룹